# Sonate pour flûte (BWV 1034)

La Sonate en mi mineur BWV 1034 pour traverso et basse continue de J. S. Bach comprend quatre mouvements :
- Adagio ma non tanto
- Allegro
- Andante
- Allegro

Comme la sonate en mi majeur BWV 1035 pour flûte et continuo, celle-ci est une pièce très exigeante pour Michael Gabriel Fredersdorf de Potsdam, flûtiste qui était au service du roi Frédéric II de Prusse, grand amateur de musique pour flûte et lui-même flûtiste. C'est du moins ce que dit une copie ancienne du manuscrit mais qui n'est pas de la main de Bach. Il existe également une autre copie de l'organiste Johann Peter Kellner datant de 1725 ou 1726, près de 20 ans avant que ne soit écrite la sonate BWV 1035.